# Andrej Lapczew
Andrej Tasew Lapczew, bułg. Андрей Тасев Ляпчев (ur. 12 grudnia 1866 w Resenie, zm. 6 listopada 1933 w Sofii) – bułgarski publicysta i polityk, działacz Partii Demokratycznej (ok. 1903–1923) oraz Porozumienia Demokratycznego (1923–1933), przewodniczący Porozumienia Demokratycznego (1926–1933), deputowany do Zwyczajnego Zgromadzenia Narodowego 14. (1908–1911), 16. (1913), 17. (1914–1919), 18. (1919–1920), 19. (1920–1923), 21. (1923–1927), 22. (1927–1931) i 23. kadencji (1931–1933), minister handlu i rolnictwa (1908–1910), finansów (1910–1911 i 1918), wojny (1918–1919) oraz spraw wewnętrznych i zdrowia publicznego (1926–1931), premier Carstwa Bułgarii (1926–1931).

## Życiorys

### Wczesne lata życia
Andrej Lapczew urodził się w mieście Resen położonym w Macedonii, w rodzinie o arumuńskich korzeniach. Jego przodkowie pochodzili z megleńskiej wsi Notia, którą opuścili w XVIII wieku, w okresie przymusowej islamizacji prowadzonej przez władze osmańskie. Ojciec Andreja, Tase Tyrpow (Lapczeto), z zawodu garncarz, był poważanym mieszczaninem, znanym ze swych sympatii dla niepodległościowych dążeń Bułgarów. Andrej był jego szóstym synem.
Naukę rozpoczął w rodzinnym mieście, jednak po wybuchu powstania kwietniowego w 1876 szkoła, w której się uczył, została zamknięta, podobnie zresztą, jak i inne bułgarskie placówki oświatowe w Macedonii. W ciągu trzech następnych lat pracował w sklepie w Bitoli, pomagając swemu bratu Georgiemu, na którego spadł ciężar opieki nad rodziną po śmierci ojca. W 1879 został przyjęty do gimnazjum w Bitoli, zaś dwa lata później przeniósł się do Bułgarskiego Gimnazjum Męskiego w Salonikach. W tej ostatniej szkole był uczniem Trajki Kitanczewa, znanego działacza społeczno-niepodległościowego, pochodzącego również z Resenu. Charyzmatyczny nauczyciel wywarł na młodym Andreju silne wrażenie. Kiedy w 1884 Kitanczew został zwolniony z pracy i przeniósł się do Płowdiwu w Rumelii Wschodniej, Lapczew podążył za nim i zapisał się do Gimnazjum Płowdiwskiego.
W Płowdiwie utrzymywał bliskie kontakty z innymi uczniami pochodzącymi z Macedonii, m.in. z Perem Toszewem, późniejszym rewolucjonistą, oraz Nikołem Genadijewem, przyszłym ministrem Bułgarii. Wkrótce zawarł również znajomość z Zacharijem Stojanowem, uczestnikiem powstania kwietniowego i członkiem Bułgarskiego Tajnego Centralnego Komitetu Rewolucyjnego, zajmującego się przygotowaniem do zjednoczenia Rumelii Wschodniej z Księstwem Bułgarii. 14 września 1885 Lapczew podjął się tajnej misji przydzielonej mu przez komitet, jednak w drodze do Panagjuriszte został aresztowany i wtrącony do więzienia. Wolność odzyskał 18 września, po zamachu stanu zorganizowanym przez zwolenników zjednoczenia. Wkrótce po wybuchu wojny serbsko-bułgarskiej, 14 listopada tego samego roku, wraz z grupą przyjaciół z gimnazjum wstąpił do Pierwszego Pułku Ochotniczego. Stosownie do rozkazu wydanego przez księcia Aleksandra I, jego pułk zabezpieczał tyły armii i nie wziął bezpośredniego udziału w bitwach. Po dotarciu do Pirotu w grudniu został zdemobilizowany i powrócił do Płowdiwu.
Latem 1886 prorosyjsko nastawi oficerowie Księstwa Bułgarii dokonali przewrotu i odsunęli od sprawowania władzy księcia Aleksandra I. Tym samym Rosja uzyskała znaczny wpływ na wewnętrzną i zewnętrzną politykę kraju. Pod wpływem tego wydarzenia Lapczew związał się z grupą skrajnych nacjonalistów, na czele których stali Zacharij Stojanow, Dimityr Petkow i Dimityr Rizow; ten ostatni był szczególnie popularny wśród macedońskich emigrantów. Jednym z przedsięwzięć podjętych przez Lapczewa było zorganizowanie bandy, która pobiła konserwatywnego polityka, Todora Burmowa. W późniejszym okresie Lapczew zaprzeczał jednak swemu uczestnictwu w tym incydencie.
Po kolejnych zawirowaniach politycznych i przejęciu władzy przez Stefana Stambołowa z Partii Narodowo-Liberalnej, do której należał również Zacharij Stojanow, stosunek Lapczewa do tego ostatniego zaczął się stopniowo pogarszać. Przyczyną tego były działania rządu wymierzone w środowisko macedońskich emigrantów, takie jak zabójstwo Macedończyka majora Kosty Panicy, oskarżonego o przygotowywanie zamachu stanu, oraz skazanie latem 1888 Dimityra Ryzowa na dwa lata więzienia za publikację materiałów krytycznych wobec reżimu Stambołowa. Władze wydały również nakaz aresztowania Lapczewa, który był już wówczas członkiem grupy Ryzowa, ale zdołał on zbiec za granicę Księstwa Bułgarii.
W ciągu kilku następnych lat przebywał w Europie Zachodniej, uczęszczając na wykłady z dziedziny ekonomii i historii w Zurychu, Berlinie i Paryżu, jakkolwiek nie zdobywając wyższego wykształcenia. Po śmierci swojego brata, Georgiego, na krótko odwiedził rodzinny Resen.

### Początek kariery politycznej

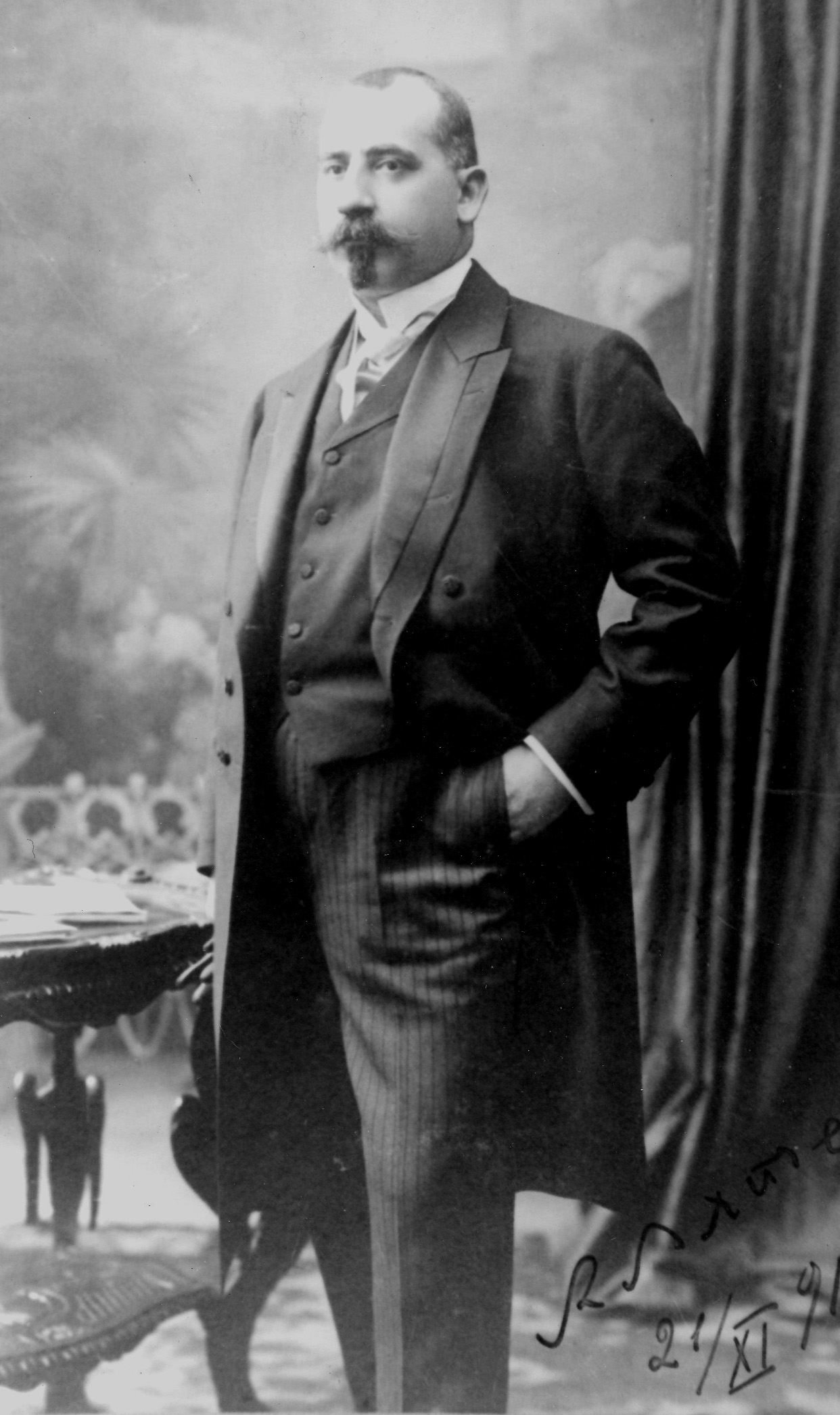
Andrej Lapczew, prawdopodobnie ok. 1891 roku.

Po upadku reżimu Stambołowa w maju 1894, przybył do Sofii i wstąpił do krótko istniejącego (1892-1894) macedońskiego towarzystwa kulturalno-oświatowego zwanego Młodą Macedońską Drużyną Literacką (bułg. Млада македонска книжовна дружина). Na początku 1895 zaangażował się w publikowanie w opozycyjnej gazecie Млада България (w tłum. Młoda Bułgaria), którą wydawał Dimityr Ryzow. Wkrótce został jednym z jego najważniejszych współpracowników. W swoich publikacjach skupił się m.in. na konieczności normalizacji stosunków dyplomatycznych między Księstwem Bułgarii a Rosją, zawieszonych od czasu wyboru księcia Ferdynanda I w 1887. Zaproponował kilka oryginalnych idei mogących dopomóc w osiągnięciu tego celu, jak np. abdykacja Ferdynanda I na rzecz swego syna, unia personalna między Serbią a Bułgarią, czy też przekształcenie kraju w republikę.
W marcu 1895 włączył się w skład zarządu nowo powstałego Naczelnego Komitetu Macedońskiego (bułg. Върховен македонски комитет), obejmując stanowisko jego sekretarza, a następnie wiceprzewodniczącego. Podstawowym celem komitetu było wprowadzenie szerokiej autonomii na terenach zamieszkanych przez Bułgarów a pozostających w obrębie Imperium Osmańskiego, tj. Macedonii oraz Wschodniej Tracji. Lapczew kilkukrotnie usiłował także doprowadzić do zbliżenia między komitetem a Wewnętrzną Macedońską Organizacją Rewolucyjną, ale jego wysiłki nie zostały uwieńczone sukcesem i wrogość między obiema organizacjami narastała.
Po 1897 stopniowo wycofał się z zarządu komitetu, ale współpracował z nim aż do czasu jego rozwiązania w lutym 1903. Uczestniczył m.in. w stworzeniu organu prasowego komitetu, gazety Реформи (w tłum. Reformy), przez krótki czas pełniąc funkcję jej redaktora naczelnego. Po wyodrębnieniu się w organizacji dwóch frakcji, usiłował pośredniczyć pomiędzy nimi, lecz bez większego sukcesu. Wkrótce po wybuchu powstania ilindeńskiego zaangażował się w społeczną kampanię w obronie bułgarskiej ludności zamieszkującej Macedonię, a także w zbiórkę środków na pomoc uchodźcom.
Podobnie jak i wielu innych członków Naczelnego Komitetu Macedońskiego (np. Trajko Kitanczew, Aleko Konstantinow, Michaił Takew, Nikoła Muszanow i Danaił Nikołaew), Lapczew był sympatykiem Partii Demokratycznej, założonej w 1896 przez Petka Karawełowa. Samego Karawełowa znał zresztą zapewne już od czasów nauki w Gimnazjum Płowdiwskim, ale bliższą znajomość z nim zawarł dopiero dzięki Alekowi Konstantinowowi. Z biegiem czasu został zaufanym przyjacielem rodziny Karawełowów.
W następnych latach był jednym z najaktywniejszych publicystów organu prasowego Partii Demokratycznej, gazety Пряпорец (w tłum. Proporzec). W okresie sprawowania władzy przez liberałów w 1900 zaangażował się w agresywną kampanię przeciwko rządowemu projektowi wprowadzenia dziesięcioprocentowego podatku (nazywanego w Bułgarii dziesięciną). Wkrótce po przejęciu rządów przez demokratów (1901–1902) podjął pracę w ministerstwie finansów i jako odpowiedzialny za podatki bezpośrednie doprowadził do zlikwidowania niepopularnej dziesięciny.
Po śmierci Petka Karawełowa na początku 1903 na czele Partii Demokratycznej stanął Aleksandyr Malinow, zaś funkcje wiceprzewodniczących przypadły Lapczewowi i Michaiłowi Takewowi. Stopniowo Lapczew zyskał sobie pozycję eksperta demokratów w dziedzinie polityki ekonomicznej.

### Pierwszy rząd Aleksandyra Malinowa
Na początku 1908 książę Ferdynand I powierzył Aleksandyrowi Malinowowi misję utworzenia samodzielnego rządu Partii Demokratycznej. Lapczewowi przypadło w nim stanowisko ministra handlu i rolnictwa. Po przeprowadzonych w czerwcu tego samego roku wyborach do Zwyczajnego Zgromadzenia Narodowego 14. kadencji, uzyskał także, po raz pierwszy w swej karierze, mandat posła.
jako minister i poseł Lapczew odegrał aktywną rolę w przygotowaniu ogłoszenia przez Księstwo Bułgarii, formalnie wciąż podległego Turcji, niepodległości. 6 września 1908 rząd skonfiskował linie kolejowe w Rumelii Wschodniej, które oficjalnie należały do Imperium Osmańskiego i były eksploatowane przez Kompanię Kolei Wschodnich (bułg. Компанията на източните железници). Decyzja gabinetu spowodowała zaostrzenie się stosunków między oboma krajami i częściową mobilizację. 28 września w Wiedniu doszło do spotkania między księciem Ferdynandem I, Malinowem i Lapczewem, podczas którego zapadła decyzja o ogłoszeniu niepodległości. Uroczysty akt dokonał się 5 października 1908 (lub 22 września według kalendarza juliańskiego, używanego w Bułgarii do 1916) w Wielkim Tyrnowie.
Wkrótce potem nastąpił okres nerwowych negocjacji z Imperium Osmańskim. 31 października Lapczew przybył do Stambułu jako szef bułgarskiej delegacji usiłującej rozwiązać spór, jednak rozmowy zostały zablokowane na skutek żądania przez Turcję ogromnej rekompensaty finansowej. Po pięciu miesiącach bezowocnego szukania kompromisu, 19 kwietnia 1909 Lapczew i Rifat Pasza, minister spraw zagranicznych Imperium Osmańskiego, podpisali wreszcie protokół stwierdzający przyznanie Bułgarii niepodległości.
Wysokość żądanej przez rząd turecki rekompensaty, wynoszącej 125 mln lewów, została odjęta Turcji od kontrybucji za przegraną wojnę z Rosją z 1877–1878. W zamian za to Bułgaria zobowiązała się zapłacić Rosji 88 mln lewów, którą to kwotę pożyczyła od centralnego banku rosyjskiego. Negocjacje Lapczewa z Kompanią Kolei Wschodnich trwały jeszcze kilka miesięcy i zakończyły się 26 czerwca. W rezultacie kompania otrzymała ok. 2 mln lewów w ramach kompensaty za znacjonalizowanie linii kolejowych.
Działalność Lapczewa na stanowisku ministra rolnictwa i handlu była niespójna. Z jednej strony bowiem zlikwidował on obowiązkowe związki rzemieślnicze i monopol solny, przyjął Ustawę o Miarach i Wagach oraz nową Ustawę o Górnictwie, która zaowocowała rozwojem wydobycia węgla w ciągu następnych dziesięcioleci, a także zapoczątkował nową ewidencję majątku rolnego. Z drugiej jednak strony prowadził także politykę interwencjonizmu. Jej przejawem było wprowadzenie akcyzy na rakiję oraz uchwalenie Ustawy o Ochronie, Wymierzaniu i Wykorzystaniu Pastwisk, w myśl której ziemie należące do gmin miały być przeznaczane przede wszystkim na uprawę paszy. Rząd kontynuował prowadzoną przez poprzednie gabinety od lat 90. politykę protekcjonizmu, zwłaszcza w obszarach preferencji, wobec miejscowych producentów w kwestii dostaw państwowych. W celu zminimalizowania korupcji władza usiłowała skupić w jeden organ należący do Ministerstwa Rolnictwa i Handlu wszystkie systemy preferencyjne, ale działania te nie zakończyły się sukcesem.

### Drugi rząd Aleksandyra Malinowa
18 września 1910 premier Malinow zdecydował się na rekonstrukcję rządu. W nowym gabinecie Lapczew objął stanowisko ministra finansów. Chociaż piastował on urząd zaledwie nieco ponad pół roku, zdołał przeprowadzić kilka istotnych reform oraz utworzyć Bułgarski Centralny Bank Spółdzielczy, którego przeznaczeniem było udzielanie preferencyjnych kredytów krajowym spółdzielniom. Ponadto obniżył niektóre cła importowe, zwłaszcza na surowce przemysłowe, oraz zapewnił ograniczoną niezależność finansową gmin, w gestii których pozostawił dochody ze specjalnego podatku od kóz i owiec, z czesnego oraz z podatku drogowego.
Na początku 1911 przeprowadzono wybory do samorządów terytorialnych, które zakończyły się porażką Partii Demokratycznej. W tej sytuacji car Ferdynand I wymusił dymisję gabinetu Malinowa i powołał na stanowisko premiera Iwana Geszowa z Partii Narodowej. Porażka wyborcza demokratów nie była jedyną przyczyną decyzji monarchy. W świetle narastającego napięcia na Bałkanach konieczne stało się zawiązanie przez Bułgarię sojuszu m.in. z Serbią, nazwanego później Ligą Bałkańską. Ponieważ w Partii Demokratycznej znaczącą rolę wciąż odgrywała tzw. grupa macedońska, na czele z Lapczewem i Michaiłem Takewem, rząd demokratów mógłby poważnie utrudnić porozumienie z Serbią, zakładające m.in. podział Macedonii między oba kraje, czego car chciał uniknąć.

### Wojny bałkańskieiI wojna światowa
W 1912 Lapczew poślubił Konstancę Petrowicz, która w okresie wojen bałkańskich (1912–1913) pracowała jako pielęgniarka, zaś później zaangażowała się w działalność w Związku Ochrony Dzieci, którego od 1940 do momentu śmierci w 1942 była przewodniczącą. Lapczewowie nie doczekali się potomstwa.
Po wybuchu I wojny bałkańskiej w październiku 1912 wstąpił do Ochotniczego Korpusu Macedońsko-Adrianopolitańskiego i działał w jego Sztabie Głównym. W styczniu 1913 zwolnił się ze służby w armii w stopniu młodszego podoficera. W ciągu kilku następnych miesięcy odbył wiele podróży, wizytując macedońskie i tracyjskie tereny przyłączone do Carstwa Bułgarii po wojnie.
Pod koniec roku po raz pierwszy od czasu dymisji rządu Malinowa został wybrany na posła do Zwyczajnego Zgromadzenia Narodowego. Po przedterminowym rozwiązaniu parlamentu i przyspieszonych wyborach, na początku 1914 ponownie uzyskał mandat deputowanego. W przededniu wybuchu I wojny światowej Partia Demokratyczna opowiedziała się za neutralnością kraju, a po przystąpieniu Carstwa Bułgarii do konfliktu po stronie państw centralnych była w opozycji wobec rządu Wasiła Radosławowa.
Przez cały okres wojny Lapczew aktywnie udzielał się w debatach parlamentarnych oraz na łamach organu prasowego demokratów, gazety Prjaporec (w tłum. Proporzec). Wypowiadał się m.in. przeciwko zastąpieniu kalendarza juliańskiego gregoriańskim, dopatrując się w tej zmianie próby osłabienia związków kraju ze światem prawosławnym. Wspólnie z Atanasem Burowem przeforsował projekt Ustawy o Troskach Gospodarczych i Społecznej Zapobiegliwości, której celem było zapewnienie i usprawnienie dostaw artykułów żywnościowych, gospodarczych i in. w okresie kryzysu wywołanego trwającą wojną. Przez krótki okres stał na czele komitetu odpowiedzialnego za realizację tej ustawy.

### Koniec I wojny światowej
Na początku 1918 sytuacja Bułgarii na frontach pogorszyła się, co spowodowało falę krytyki pod adresem rządu Radosławowa, a w rezultacie i jego dymisję. 21 czerwca Aleksandyr Malinow sformował nowy gabinet, w skład którego weszli politycy Partii Demokratycznej oraz Partii Radykalno-Demokratycznej. Funkcję ministra finansów premier powierzył wypróbowanemu już na tym stanowisku Andrejowi Lapczewowi. Sytuacja rządu była bardzo trudna z powodu trwającej wojny, a także z uwagi na fakt, iż partie go tworzące miały tylko 36 deputowanych w 243-osobowym parlamencie.
W ciągu kilku pierwszych miesięcy po objęciu władzy rząd Malinowa podjął tylko mało energiczne próby wycofania kraju z konfliktu. Sytuacja zmieniła się po 15 września, kiedy to rozpoczęła się wielka ofensywa sił Ententy w Macedonii. Lapczew, w towarzystwie ministra wojny Sawy Sawowa, udał się do głównej kwatery bułgarskiej w Kiustendile, gdzie osobiście zapoznał się z trudnym położeniem i postępującą dezorganizacją wojska. Po powrocie do Sofii wziął udział w posiedzeniu gabinetu, podczas którego zapadła decyzja o rozpoczęciu rozmów pokojowych. W obradach nie wziął udziału car Ferdynand I, który w tym czasie przebywał w Skopju.
Szefem delegacji powołanej w celu rozpoczęcia negocjacji został Lapczew, oprócz niego znaleźli się w niej gen. Iwan Łukow i dyplomata Simeon Radew. 25 września, w towarzystwie konsula amerykańskiego w Sofii Dominica Murphy’ego, delegacja wyruszyła do Salonik. Cztery dni później, 29 września, Lapczew oraz gen. Louis Franchet d’Espérey ze strony Ententy podpisali rozejm salonicki, który zakończył uczestnictwo Bułgarii w I wojnie światowej. Na jego mocy ok. 100 tys. żołnierzy bułgarskich dostało się do niewoli, zaś kwestia powojennych granic kraju pozostała otwarta. Uniknięto natomiast okupacji carstwa przez wojska serbskie i greckie.
Po powrocie z Salonik, 2 października Lapczew wygłosił przed parlamentem przemówienie, w którym poruszył kwestię abdykacji cara Ferdynanda I i wezwał wszystkie partie polityczne do poparcia tej idei. Następnego dnia Ferdynand I zrzekł się korony na rzecz swego syna, Borysa III.
Próbując walczyć z wysoką inflacją Lapczew podniósł wartość niektórych akcyz, wprowadził specjalny podatek dochodowy, a także silnie ograniczył handel walutą oraz import artykułów.
W celu zwiększenia siły negocjacyjnej rządu w nadchodzących rozmowach pokojowych, 17 października w jego skład weszli przedstawiciele Partii Narodowej, Partii Postępowo-Liberalnej, Bułgarskiej Robotniczej Partii Socjaldemokratycznej i Bułgarskiego Ludowego Związku Chłopskiego (BLZCh). Utworzona w ten sposób koalicja była największą w dotychczasowej historii Bułgarii. W przebudowanym gabinecie Lapczewowi ponownie przypadło stanowisko ministra finansów, a oprócz tego stanął na czele Resortu Handlu i Rolnictwa.
Wkrótce po rozpoczęciu negocjacji Ententa zażądała od Bułgarii wycofania wszystkich sił z Dobrudży, czego nie przewidywał rozejm zawarty w Salonikach. Nie mogąc pogodzić się z tym Malinow podał się do dymisji i 28 listopada na czele rządu stanął narodowiec Teodor Teodorow. W jego gabinecie Lapczew objął urząd ministra wojny, stając się w ten sposób pierwszym cywilem w historii kraju na tym stanowisku. Dopiero po 1990 obsada ministerstw związanych z wojskowością przez osoby niebędące w czynnej służbie stała się praktyką, choć sam pomysł został wysunięty o wiele wcześniej przez założyciela Partii Demokratycznej, Petka Karawełowa.
Koalicyjny rząd Teodorowa był niestabilny. Szczególnie napięte były stosunki między demokratami i ludowcami, do czego przyczyniło się przystąpienie przez lidera tych ostatnich, Aleksandyra Stambolijskiego, do zbuntowanych żołnierzy maszerujących na Sofię. Pod koniec 1918 Partia Demokratyczna opowiedziała się przeciwko amnestionowaniu buntowników, w tym Stambolijskiego, co dodatkowo pogorszyło jej relacje z BLZCh. W efekcie pod naciskiem ludowców demokraci nie zostali włączeni do drugiego rządu Teodorowa, sformowanego 7 maja 1919.
Po dymisji Todorowa spowodowanej odmową podpisania traktatu z Neuilly-sur-Seine, na czele nowego rządu stanął Aleksandyr Stambolijski, zaś demokraci znaleźli się w opozycji.

### Rządy Bułgarskiego Ludowego Związku Chłopskiego
Wybory parlamentarne przeprowadzone 28 marca 1920 zakończyły się zwycięstwem ludowców, jednak nie dały im absolutnej większości w Zgromadzeniu Narodowym, mimo iż rząd Stambolijskiego poprzedził je agresywną kampanią. By rozwiązać ten problem decyzją parlamentu unieważniono wybór 13 posłów opozycyjnych, zapewniając w ten sposób BLZCh większość. Jednocześnie Stambolijski dokonał rekonstrukcji gabinetu obsadzając wszystkie stanowiska ministerialne działaczami swojej partii.
W ciągu następnych miesięcy Partia Demokratyczna, będąca wówczas największą siłą opozycyjną, ostro sprzeciwiała się niekonstytucyjnym działaniom rządu Stambolijskiego. Lapczew pisał:
Jesteśmy zagrożeni jako naród i jeśli ten reżim partyjniackich prześladowań i bezprawia będzie trwał, utracimy na tym jeszcze więcej własnej godności jako naród.
Jako były minister krytykował także niekompetentną, jego zdaniem, politykę finansową gabinetu, która doprowadziła do wzrostu inflacji, mniejszych wpływów z podatków oraz niskiej efektywności nowo wprowadzonego obowiązkowego czynu społecznego.
W latach 1921–1922 wziął udział w Drugim Cerkiewno-Narodowym Soborze Bułgarskiej Cerkwi Prawosławnej. Oprócz tego stanął w obronie rosyjskich emigrantów oskarżonych o spiskowanie w celu odsunięcia rządu ludowców od sprawowania władzy. Z sympatią odniósł się do sformowanego przez Aleksandyra Cankowa i Aleksandyra Grekowa opozycyjnego Porozumienia Narodowego. Po zabójstwie Grekowa w 1922, o które oskarżył siły rządowe, porównał tego ostatniego do słynnego Aleka Konstantinowa, również zamordowanego przez władze.
Już podczas formowania się samodzielnego rządu ludowców w 1920 partie opozycyjne rozpoczęły negocjacje na temat połączenia sił. Dzięki działaniom Lapczewa i Atanasa Burowa latem 1921 prawie osiągnięto porozumienie między Partią Demokratyczną i Zjednoczoną Partią Narodowo-Postępową, jednak w ostatniej chwili rozmowy zostały zerwane. 15 kwietnia 1922 działacze obu organizacji zdołali wreszcie rozwiązać sporne kwestie i ustalić strategię wspólnego działania oraz podział władzy w przyszłym rządzie. 6 czerwca do koalicji przyłączyła się również Partia Radykalna. Powstało w ten sposób nowe, szerokie ugrupowanie, które nazwano Blokiem Konstytucyjnym. W jego zarządzie Lapczew odgrywał główną rolę.
17 września 1922 działacze Bloku Konstytucyjnego zwołali wielki kongres partyjny w Wielkim Tyrnowie. Stambolijski postanowił wykorzystać tę okoliczność do zlikwidowania opozycji. W tym celu zorganizował tego samego dnia i w tym samym mieście zjazd plantatorów buraków. Pod pretekstem uczestnictwa w zjeździe ściągnięto do Wielkiego Tyrnowa ogromną rzeszę sympatyków ludowców, którzy następnie przystąpili do fizycznej rozprawy z liderami Bloku Konstytucyjnego. Lapczew nie uczestniczył w tych wydarzeniach, ponieważ pozostał jako przedstawiciel koalicji w stolicy kraju. 20 września otrzymał jednak policyjne wezwanie na przesłuchanie, zaś dwa dni później jego dom został przeszukany. Policja zarekwirowała dokumenty z jego archiwum, a następnie umieściła go w areszcie domowym. 26 września, wraz z pozostałymi liderami opozycji, został, bez wyroku sądu, wtrącony do więzienia i pozbawiony immunitetu poselskiego.
W październiku 1922 ludowcy przygotowali, naruszając przy tym zasady konstytucji, uchwałę o powołaniu sądu państwowego, którego zadaniem miało być osądzenie wszystkich ministrów i współpracowników rządowych sprawujących urząd między 1911 a 1918, jako winnych klęsk Carstwa Bułgarii w II wojnie bałkańskiej i I wojnie światowej. 19 listopada rząd rozpisał referendum w sprawie przyjęcia uchwały, w którym większość głosujących ją poparła. 1 grudnia zatrzymani, wśród nich Lapczew, zostali przeniesieni do więzienia w Szumenie, gdzie spędzili kilka następnych miesięcy. Sam proces sądowy przebiegał wolno i bez szczególnych osiągnięć, gdyż oskarżyciele mieli kłopoty ze znalezieniem dowodów winy. I tak na przykład były konsul amerykański Dominic Murphy, od którego oczekiwano potwierdzenia, że Malinow i Lapczew nie zamierzali podpisywać osobnego pokoju z Ententą, zeznał dokładnie przeciwnie, w związku z czym nie uwzględniono jego słów w procesie.

### RządyAleksandyra Cankowa
W wyniku przewrotu przeprowadzonego 9 czerwca 1923 przez Związek Wojskowy i Porozumienie Narodowe, BLZCh został odsunięty od sprawowania władzy. Szefem nowego rządu został prof. Aleksandyr Cankow, zaś w składzie jego gabinetu znaleźli się przedstawiciele wszystkich sił politycznych oprócz BLZCh i Bułgarskiej Partii Komunistycznej. Dominującą rolę odgrywali Porozumienie Narodowe i oficerowie, którzy dokonali zamachu stanu.
Stosunki między liderami tradycyjnych partii a nowym rządem były niejednoznaczne. Starzy politycy poparli co prawda siłowe odsunięcie ludowców od władzy, ale sprzeciwiali się znacznym wpływom na politykę, jakie uzyskali wojskowi oraz działacze WMRO. Z drugiej strony gabinet Cankowa potrzebował silnego zaplecza politycznego, którego upatrywał w Bloku Konstytucyjnym, jednak nie miał pełnego zaufania do jego liderów. Z tego powodu uwolnienie działaczy bloku z więzienia, w którym przebywali od jesieni 1922, przeciągnęło się o kilka tygodni, zaś ustawa unieważniająca sąd państwowy zwołany przez Stambolijskiego została uchwalona dopiero w 1924.
W tej skomplikowanej sytuacji politycznej Lapczew usiłował lawirować pomiędzy obiema stronami. Sporo wysiłku włożył w odcięcie się od niekonstytucyjnych działań podejmowanych przez przewrotowców po 9 czerwca 1923. Jego postawę dobrze charakteryzują słowa, które skierował do innego polityka, Grigora Czeszmedżijewa z Bułgarskiej Robotniczej Partii Socjaldemokratycznej:
Myślę, że ci, którzy raz już splamili swoje ręce krwią, niech poniosą odpowiedzialność i dokończą swego dzieła.
Jednocześnie Lapczew opowiadał się za połączeniem partii demokratycznych, która to idea przyświecała mu od początku lat 20. Poprzez zjednoczenie zamierzał stworzyć silną przeciwwagę wobec autorytarnych tendencji występujących w Carstwie Bułgarii po przegranej wojnie.
W ciągu kilku tygodni po zamachu stanu w Partii Demokratycznej uformowały się dwa nurty. Grupa skupiona wokół Lapczewa dążyła do połączenia z pozostałymi partiami tworzącymi Blok Konstytucyjny oraz z Porozumieniem Narodowym. Druga frakcja, na czele której stał przewodniczący Malinow, z rezerwą odnosiła się do tego pomysłu i opowiadała się za bliską współpracą tylko z Partią Radykalną.
19 lipca podjęto decyzję o rozwiązaniu Bloku Konstytucyjnego i rozpoczęto działania zmierzające do utworzenia jednej, prorządowej partii. 24 lipca Partia Demokratyczna i Partia Radykalno-Demokratyczna zjednoczyły się, tworząc Związek na rzecz Demokracji. Nieco ponad tydzień później, 2 sierpnia, dołączyła do niego również Zjednoczona Partia Narodowo-Postępowa, zaś po kolejnym tygodniu, 10 sierpnia, Związek na rzecz Demokracji połączył się z Porozumieniem Narodowym. W ten sposób powstało prorządowe ugrupowanie nazwane Porozumieniem Demokratycznym. Tym samym koncepcja Lapczewa zwyciężyła nad alternatywnym planem Malinowa i Gigrinowa. Sam Lapczew, mimo iż odegrał kluczową rolę w sformowaniu Porozumienia Demokratycznego i własnoręcznie napisał jego program polityczny, nie wszedł w skład jego pierwszego zarządu.
W listopadzie 1923 rozpisano wybory do Zgromadzenia Narodowego 21. kadencji, które poprzedziła szeroko zakrojona kampania rządowa. W efekcie koalicja Porozumienia Demokratycznego z Bułgarską Robotniczą Partią Socjaldemokratyczną odniosła przekonujące zwycięstwo. Działacze partii Cankowa zdobyli 173 mandaty (na ok. 260 miejsc), z czego 56 przypadło politykom wywodzącym się z Partii Demokratycznej. Lapczew został przewodniczącym grupy parlamentarnej Porozumienia Demokratycznego.
22 grudnia 1923 dokonano wyboru Wyższej Rady Partyjnej Porozumienia Demokratycznego, w której Lapczew objął stanowisko wiceprzewodniczącego. Powołanie Rady zostało źle przyjęte przez otoczenie Aleksandyra Malinowa, które dopatrzyło się nim kroku ku centralizacji władz partii i likwidacji samodzielności ugrupowań ją tworzących.
Na początku 1924, mimo wzrostu napięcia w obozie demokratów, Lapczew zmuszony był opuścić kraj. Wraz z Atanasem Burowem udał się do Francji oraz Wielkiej Brytanii, gdzie negocjował wysokość bułgarskiego zadłużenia oraz usiłował wyprowadzić rząd Cankowa z międzynarodowej izolacji. Podczas jego pobytu za granicą premier, zniecierpliwiony niejasną pozycją grupy Malinowa, zażądał od Partii Demokratycznej deklaracji współpracy z Porozumieniem Demokratycznym bądź opuszczenia jego szeregów. Nacisk ze strony Cankowa pogłębił jeszcze wyraźniej konflikt wśród demokratów. W tej sytuacji w marcu Lapczew odwołał spotkanie z premierem Wielkiej Brytanii Ramsayem MacDonaldem i powrócił do Sofii, gdzie podjął działania zmierzające do utrzymania jedności Partii Demokratycznej. Mimo jego wysiłków w końcu miesiąca doszło do rozłamu. Grupa, na czele której stali Aleksandyr Malinow, Aleksandyr Girginow, Nikoła Muszanow, Christo Sławejkow i Kosta Batołow, wystąpiła z Porozumienia Demokratycznego. Frakcja Lapczewa zdołała jednak zachować większość w dotychczasowym zarządzie Partii Demokratycznej, dzięki czemu struktura organizacyjna ugrupowania i jego organ prasowy, gazeta Пряпорец (w tłum. Proporzec), pozostały pod jej kontrolą. Tym samym Lapczew stał się niekwestionowanym liderem tzw. starych partii w obrębie Porozumienia Demokratycznego.
Mimo zajmowania wysokich stanowisk w Porozumieniu Demokratycznym, Lapczew nie popierał niektórych poczynań rządu. Sprzeciwił się m.in. ograniczaniu swobody działania partii opozycyjnych poprzez rządową Ustawę o Ochronie Państwa, a także niektórym decyzjom gabinetu w sferze polityki ekonomicznej, takim jak wzrost interwencjonizmu gospodarczego, zwiększenie wysokości ceł oraz uchwalenie nowego prawa o walce ze spekulacją.
Po zamachu bombowym w cerkwi „Sweta Nedela” w Sofii, zorganizowanym 16 kwietnia 1925 przez radykalnych komunistów, rząd podjął zdecydowaną walkę z działaczami i sympatykami ruchu komunistycznego, anarchistycznego i ludowego. Ofiarami represji, a nawet zabójstw padły setki przedstawicieli bułgarskiej inteligencji i sztuki. Poczynania rządu spowodowały falę krytyki zarówno w kraju, jak i za granicą. Stopniowo w Porozumieniu Demokratycznym sformowała się wewnętrzna opozycja przeciwko Cankowowi, na czele której stanęli Lapczew i Atanas Burow. Do obozu przeciwników premiera dołączyli także jego dawni sojusznicy, m.in. car Borys III, WMRO oraz wojskowi skupieni wokół gen. Iwana Wyłkowa. Pod wpływem rosnących nacisków pod koniec roku Cankow podał się do dymisji ze stanowiska premiera i lidera partii. Na czele Porozumienia Demokratycznego oraz nowego rządu 4 stycznia 1926 stanął Andrej Lapczew.

### Pierwszy rząd Andreja Lapczewa
Podczas exposé wygłoszonego 5 stycznia Lapczew jako główne cele nowego rządu wymienił amnestionowanie więźniów politycznych i politykę oszczędności budżetowych, ukierunkowaną na stabilizację gospodarki. Swoją wizję polityki miał zawrzeć w sentencji со кротце, со благо, co można przetłumaczyć jako „łagodnością i dobrocią”. W ten oryginalny sposób miał zapowiedzieć zerwanie z polityką twardej ręki, stosowaną przez swego poprzednika. Według innej wersji premier rzekł со кротце, со благо и со малце кьотек, czyli „łagodnością, dobrocią i odrobiną siły” lub w wolnym przekładzie „marchewka, ale i trochę kija”. Choć autorstwo tych słów bywa kwestionowane, obie sentencje weszły do potocznego języka bułgarskiego i są często cytowane przy okazji debat politycznych.
W lutym 1926 przyjęto projekt ustawy o warunkowej i częściowej amnestii wobec osób skazanych po czerwcu 1923. Wkrótce wolność odzyskało ok. 7 tys. więźniów, w tym ponad tysiąc skazanych za lżejsze przestępstwa na mocy wprowadzonej przez rząd Cankowa Ustawy o Ochronie Państwa. W więzieniach pozostało ok. 500 osób osądzonych na mocy tej ustawy, zaś kolejnych 500 oczekiwało na rozprawę. Amnestia dała możliwość powrotu do kraju emigrantom politycznym, zwłaszcza ludowcom, którzy wkrótce wznowili oficjalnie działalność swojej partii.
Lapczew wielokrotnie opowiadał się przeciwko karze śmierci, zwłaszcza za przestępstwa polityczne. Jego decyzja o ułaskawieniu ponad 70 osób skazanych na śmierć na mocy Ustawy o Ochronie Państwa wywołała jednak falę krytyki wobec premiera i cara Borysa III ze strony skrajnego skrzydła Porozumienia Demokratycznego. Wśród osób zwolnionych z więzienia znalazł się m.in. jeden z liderów komunistów, Christo Kabakczijew, któremu Lapczew przydzielił ochronę i zasugerował emigrację do Związku Radzieckiego. Mimo iż wciąż zdarzały się incydenty związane z tymczasowym aresztowaniem przedstawicieli opozycji politycznej, a także manipulowanie wynikami wyborów, pod rządami Lapczewa nastąpiła normalizacja sytuacji politycznej w kraju. Z drugiej strony mnożyły jednak się przestępstwa popełniane przez półlegalne organizacje, w których nierzadko uczestniczyli funkcjonariusze rządowi i wojskowi.
Polityczna stabilizacja na szczycie władzy umożliwiła rządowi w końcu 1926 wynegocjowanie pożyczki w wysokości 2 mln 400 tys. funtów szterlingów i 4,5 mln dolarów amerykańskich od państw zachodnich. Środki zostały przeznaczone na pomoc ok. 250 tys. uchodźcom z ziem utraconych przez Carstwo Bułgarii po I wojnie światowej. W tym celu utworzono Główną Dyrekcję Zakwaterowania Uchodźców bezpośrednio podporządkowaną premierowi.
W lutym 1927, na krótko przed wyborami do Zwyczajnego Zgromadzenia Narodowego 23. kadencji, Lapczew spotkał się z przedstawicielami nielegalnej od 1924 Bułgarskiej Partii Komunistycznej. W wyniku rozmów premier zgodził się na zalegalizowanie ugrupowania komunistycznego pod nazwą Partia Robotnicza, zaznaczając jednak, że nie może ono formalnie podlegać rządowi radzieckiemu. Oprócz tego działalność wznowiły dwie powiązane z komunistami organizacje: Niezależne Robotnicze Związki Zawodowe i Robotniczy Związek Młodzieżowy.
W wyborach przeprowadzonych 29 maja 1927 koalicja Porozumienia Demokratycznego i Partii Nacjonalno-Liberalnej zdobyła 173 z 273 mandatów. W tym samym okresie Lapczew zdołał umocnić własną pozycję w partii kosztem frakcji Aleksandyra Cankowa.
Pod koniec 1927 ministrowie finansów Carstwa Bułgarii (Władimir Mołłow) i Grecji (Georgios Kafantaris) podpisali porozumienie o przesiedleniu etnicznych Greków z terenów bułgarskich do Grecji i Bułgarów zamieszkujących Trację Zachodnią do Bułgarii. Jednocześnie uregulowano kwestię majątków pozostawionych przez przesiedleńców.
W 1928 nasiliły się wewnętrzne tarcia w Porozumieniu Demokratycznym, które ostatecznie doprowadziły do długotrwałego kryzysu politycznego. Preludium do kłopotów był narastający nacisk ze strony opozycji parlamentarnej na dymisję ministra wojny, Iwana Wyłkowa, który w 1926 odegrał ważną rolę w odsunięciu od władzy Aleksandyra Cankowa. Przedstawiciele opozycji obwiniali Wyłkowa o korupcję i tolerowanie nielegalnej działalności WMRO. Sam Wyłkow nie zamierzał ustępować, czując poparcie cara Borysa III i armii. 1 marca do dymisji podał się za to Kimon Georgiew, minister kolei, poczty i telegrafu. Jego decyzja była znakiem protestu wobec braku reakcji rządu na poczynania WMRO. Georgijewa poparło otoczenie Cankowa, które oprócz tego zagłosowało przeciwko rządowej propozycji zaciągnięcia kolejnej pożyczki od zagranicy. Kryzys pogłębiało niezdecydowanie premiera, który lawirował między stronami konfliktu. Latem do grupy zwolenników dymisji Wyłkowa dołączył jeden z liderów Porozumienia Demokratycznego, Atanas Burow. W tej sytuacji Lapczew przeprowadził konsultacje z carem Borysem III. W ich efekcie monarcha zgodził się na odsunięcie od władzy Wyłkowa, ale jako warunek postawił równoczesną dymisję Burowa. Faktycznie oznaczało to koniec istnienia gabinetu.
Na początku września Lapczew otrzymał od cara misję stworzenia nowego rządu. W zaproponowanym przez premiera składzie gabinetu tym razem nie znalazło się miejsce ani dla Burowa, ani dla Wyłkowa. Niezadowoleni z takiego składu rządu byli narodowcy, których Burow był liderem, dlatego też nie poparli go w głosowaniu. Na skutek tego parlament nie udzielił gabinetowi wotum zaufania.
W tej sytuacji car Borys III zaproponował utworzenie rządu liderowi opozycji, Aleksandyrowi Malinowowi, ten jednak, mając na uwadze brak większości w parlamencie, odrzucił ofertę. Ostatecznie, postawieni przed wizją przedterminowego rozwiązania parlamentu i nowych wyborów, politycy Porozumienia Demokratycznego zdołali dojść do porozumienia. 12 września Andrej Lapczew sformował nowy gabinet, w niemal identycznym składzie jak poprzedni, przy czym Kimona Georgiewa zastąpił Raszko Madżarow.

### Drugi rząd Andreja Lapczewa
Po osiągnięciu porozumienia wewnątrz partii, pod koniec 1928 rząd zdołał przekonać frakcję Cankowa o konieczności zaciągnięcia tzw. pożyczki stabilizacyjnej w celu sfinansowania systematycznie utrzymującego się deficytu budżetowego. Ceną za zgodę na pożyczkę była odsunięcie Iwana Wyłkowa ze stanowiska ministra wojny i wysłanie go do Włoch, gdzie objął stanowisko ambasadora. Tym samym otoczenie Cankowa zdołało osiągnąć swój cel i pozbyć się niedogodnej dla siebie osoby.
W 1929 doszło do procesu sądowego przeciwko grupie 52 skrajnych aktywistów Partii Robotniczej. Przeciwko oskarżonym użyto Ustawy o Ochronie Państwa. Wyroki, które zapadły, były stosunkowo niskie, zresztą wkrótce po zakończeniu postępowania amnestionowano wszystkich skazanych na mniej niż 15 lat więzienia. Względnie łagodne potraktowanie komunistów zostało źle przyjęte przez otoczenie Cankowa i na nowo wywołało tarcia w obrębie Porozumienia Demokratycznego.
Na początku 1930 przeprowadzono wybory gminne, w których działacze Porozumienia Demokratycznego wypadli poniżej oczekiwań. Porażka wyborcza skłoniła parlament do głosowania nad wotum nieufności wobec rządu. Choć grupa Cankowa poparła wniosek, nie wystarczyło to do odwołania gabinetu. W tym samym czasie Lapczew poważnie się rozchorował.
15 maja 1930 premier zdecydował się na kolejną przebudowę rządu. W celu stabilizacji sytuacji politycznej włączył do nowego gabinetu Cankowa i dwóch ludzi z jego otoczenia.

### Trzeci rząd Andreja Lapczewa
W okresie między 1929 i 1930 Lapczew odegrał ważną rolę w zawarciu związku małżeńskiego między carem Borysem III a księżniczką Joanną Sabaudzką, córką włoskiego króla Wiktora Emanuela III. W małżeństwie tym rząd upatrywał szans na wyprowadzenie Carstwa Bułgarii z międzynarodowej izolacji po I wojnie światowej oraz na zbliżenie z Włochami, które choć należały do obozu zwycięzców, dążyły do rewizji traktatów pokojowych. Polityka Bułgarii zaniepokoiła Jugosławię, która obawiała się wymierzonego przeciwko sobie sojuszu włosko-bułgarskiego.
Na początku lat 30. Carstwo Bułgarii zaczęło odczuwać skutki wielkiego kryzysu, zaś rząd Lapczewa znalazł się pod rosnącym naciskiem partii lewicowych. Na krótko przed wyborami parlamentarnymi w 1931 premier podał swój gabinet do dymisji. Mimo długotrwałych negocjacji z Partią Demokratyczną nie udało się jednak sformować rządu tymczasowego, w związku z czym Lapczew w dalszym ciągu pełnił obowiązki szefa Rady Ministrów. Do składu jego rządu dołączyło dwóch przedstawicieli Partii Nacjonalno-Liberalnej.
21 czerwca 1931 odbyły się pierwsze po 1920 w pełni demokratyczne wybory parlamentarne, które przyniosły zwycięstwo koalicji Blok Narodowy. Tydzień później, 28 czerwca, Andrej Lapczew złożył dymisję i następnego dnia pokojowo przekazał władzę nowo utworzonemu rządowi Aleksandyra Malinowa.

### Ostatnie lata życia
Po wyborach parlamentarnych w 1931 stan zdrowia Lapczewa pogorszył się. Wkrótce wyjechał do Berlina, gdzie poddał się badaniom, które wykazał obecność raka płuc. W okresie jego nieobecności w kraju nasiliły się spory w Porozumieniu Demokratycznym.
11 marca 1932 powrócił do Sofii, zaś w maju wziął udział w kongresie partyjnym, podczas którego Aleksandyr Cankow ostatecznie wystąpił z ugrupowania i założył Narodowy Ruch Socjalny o charakterze faszystowskim. Lapczew i Atanas Burow zachowali pozycje liderów w Porozumieniu Demokratycznym.
Choć wkrótce potem Lapczew niemal całkowicie zrezygnował z uczestnictwa w życiu politycznym, wewnątrzpartyjne spory negatywnie odbiły się na stanie jego zdrowia. Jesienią 1933 ponownie wyjechał do Berlina oraz do Kilonii, gdzie poddał się leczeniu, jednak choroba rozwijała się. Pod koniec października powrócił do Sofii, zaś 6 listopada zmarł w swoim domu przy ulicy Krakra nr 21.

## Funkcje sprawowane przez Lapczewa w Radzie Ministrów
Andrej Lapczew zajmował następujące stanowiska w rządach Carstwa Bułgarii (w porządku chronologicznym):
- w pierwszym rządzie Aleksandyra Malinowa
  - minister handlu i rolnictwa (29 stycznia 1908 – 18 września 1910)
- w drugim rządzie Aleksandyra Malinowa
  - minister finansów (18 września 1910 – 29 marca 1911)
- w trzecim rządzie Aleksandyra Malinowa
  - minister finansów (21 czerwca 1918 – 17 października 1918)
- w czwartym rządzie Aleksandyra Malinowa
  - minister finansów (17 października 1918 – 28 listopada 1918)
  - tymczasowo na czele Ministerstwa Rolnictwa i Własności Państwa (17 października 1918 – 28 listopada 1918)
- w pierwszym rządzie Teodora Teodorowa
  - minister wojny (28 listopada 1918 – 7 maja 1919)
- w swoim pierwszym rządzie
  - premier (4 stycznia 1926 – 12 września 1928)
  - minister spraw wewnętrznych i zdrowia publicznego (4 stycznia 1926 – 12 września 1928)
- w swoim drugim rządzie
  - premier (12 września 1928 – 15 maja 1930)
  - minister spraw wewnętrznych i zdrowia publicznego (12 września 1928 – 15 maja 1930)
- w swoim trzecim rządzie
  - premier (15 maja 1930 – 29 czerwca 1931)
  - minister spraw wewnętrznych i zdrowia publicznego (15 maja 1930 – 29 czerwca 1931)

## Publikacje i przemowy Lapczewa

### Samodzielne publikacje
- Стопанското положение на България (w tłum. Sytuacja gospodarcza Bułgarii; 1925)
- Държавата и кооперацията (w tłum. Państwo i spółdzielnia; 1926)
- Развой на българското кооперативно движение. Неговите успехи и грешки (w tłum. Rozwój bułgarskiego ruchu spółdzielczego. Jego sukcesy i błędy; 1927)

### Artykuły
- Czasopismo Българско икономическо дружество (w tłum. Bułgarskie Towarzystwo Ekonomiczne)
  - Дружествата от правно и икономическо гледище (w tłum. Spółki z prawnego i ekonomicznego punktu widzenia; 1898)
  - Каменните въглища като предмет за износ (w tłum. Węgiel kamienny jako surowiec eksportowy; 1900)
  - Бюджетът и Народната банка със Земеделските каси (w tłum. Budżet i Bank Narodowy z Kasami Rolniczymi; 1902)
  - Към предстоящите търговски договори (w tłum. Ku nadchodzącym porozumieniom handlowym; 1903)
  - Митнишката тарифа (w tłum. Taryfa celna; 1904)
  - Захарната индустрия (w tłum. Przemysł cukrowy; 1905)
  - Сребърните банкноти (w tłum. Srebrne banknoty; 1905)
  - Търговският договор с Австро-Унгария (w tłum. Umowa handlowa z Austro-Węgrami; 1912)
  - Заемът (w tłum. Pożyczka; 1914)
  - Войната и финансите (w tłum. Wojna i finanse; 1919)
  - Програма за финансовото заздравяване и стопанското замогване на страната (w tłum. Program wzmocnienia finansowego i gospodarczego bogacenia się kraju; 1927)
  - Цените на зърнените храни (w tłum. Ceny zbóż; 1930)
  - Стопанската криза и държавите (w tłum. Kryzys gospodarczy i państwa; 1932)
- Czasopismo Демократически преглед (w tłum. Przegląd Demokratyczny)
  - Сребърните пари (w tłum. Srebrne pieniądze; 1915)
  - Идеалът на демокрацията (w tłum. Ideał demokracji; 1924)
- Czasopismo Демокрация (w tłum. Demokracja)
  - Демокрацията и нейните проблеми (w tłum. Demokracja i jej problemy)
  - Идеологията на научния социализъм (w tłum. Ideologia socjalizmu naukowego; 1921)
  - Бюджетът (w tłum. Budżet; 1921)
- Czasopismo Съюз на популярните банки (w tłum. Unia banków powszechnych)
  - След конгреса (w tłum. Po kongresie; 1921)
  - Митнишката тарифа (w tłum. Taryfa celna; 1921)
  - Популярните банки и работничеството (w tłum. Banki powszechne i klasa robotnicza; 1922)
  - Паричната криза (w tłum. Kryzys pieniężny; 1922)
  - Съюзите на Б.Ц.Кооперативна банка (w tłum. Związki B.C. Banku Spółdzielczego; 1922)
  - Партизанството и кооперацията (w tłum. Partyzantka i spółdzielnia; 1925)
- Czasopismo Кооперативно дело (w tłum. Spółdzielczość)
  - Стопанското положение и перспективите, които то чертае (w tłum. Sytuacja gospodarcza i rysujące się perspektywy; 1926)
  - Отношение и възгледи спрямо кооперацията (w tłum. Stosunek do spółdzielni i opinia o niej; 1926)

### Przemowy
- Изложение на мотивите към законопроекта за насърчение на местната индустрия (w tłum. Prezentacja argumentów na rzecz projektu ustawy o wspieraniu miejscowego przemysłu; 1908)
- Мотиви към законопроекта за организиране и подпомагане на занаятите (w tłum. Argumenty na rzecz projektu ustawy o organizowaniu i wspieraniu rzemiosła; 1908)
- Реч по Закона за кадастра (w tłum. Przemowa na temat Ustawy o Katastrze; 1909)
- Реч на министъра на финансите по финансовото положение на България (w tłum. Przemowa ministra finansów na temat finansowej sytuacji Bułgarii; 1911)
- Реч пред икономистите академици (w tłum. Przemowa do akademików ekonomistów; 1926)
- В защита на българската кооперация (w tłum. W obronie bułgarskiej spółdzielczości; 1926)
- Реч пред II Общ кооперативен конгрес (w tłum. Przemowa przed II Powszechnym Kongresem Spółdzielców; 1927)